# 本町 (弘前市)
本町（ほんちょう）は、江戸時代から現在にかけての青森県弘前市の地名。郵便番号は036-8203。2017年（平成29年）6月1日現在の人口は291人、世帯数は184世帯。

## 地理
東部を青森県道28号岩崎西目屋弘前線が縦断し、町域の北部は元大工町・元長町・親方町、東部は鍛冶町、南部は相良町、南西部は在府町、西部は覚仙町・森町に接する。

## 歴史
- 正保3年（1646年） - すでに町屋として町割りがされている（津軽弘前城之絵図）。
- 慶安2年（1649年） - 鍛冶町とあり、70軒あまりの屋敷があり、そのうち53軒は鍛冶とあり、5丁目の南部（現在の桶屋町寄り）が銅屋町とされ、銅屋19軒（弘前古御絵図）。
- 万治2年（1659年） - 5丁目が全部銅屋町とされる（津軽弘前古絵図）。
- 寛文13年（1673年） - 銅屋町の記載が見られず、代わりに1丁目の在府町寄りが鍛冶町横町と見える（弘前中惣屋敷絵図）。
- 延宝5年（1677年） - 1丁目は横鍛冶町、2～4丁目は長鍛冶町と変化し、五丁目は変わらず銅屋町（弘前惣御絵図）。
- 宝永2年（1705年） - 城下町割りによって本町1～5丁目になる。現在の元大工町・塩分町から在府町に南進する町並みが1丁目、現在の本町を東西に横断する町並みが2～4丁目、現在の本町の東側、青森県道28号岩崎西目屋弘前線沿いが5丁目と呼ばれ、現在まで「エ」の字型の町並みを形成。以降、鍛冶・銅屋が現在の鍛冶町・銅屋町に移転し、本町1～5丁目となり（平山日記）、本町は職人町から商家街になる。
- 宝暦4年（1754年） - 宝永5年（1708年）から延享元年（1744年）にかけての大火事で多くの商家が焼失。なんとか復興するが、多くは経営困難に。そこで弘前藩は当町以外での商売・販売を禁止。この政策により町内で出店する商人が増え、活気を取り戻す（平山日記）。隣接する元長町からも商人が移転。
- 宝暦6年（1756年） - 家数100のほかに、相場会場が置かれる（本町支配町屋鋪改大帳）。
- 明治初年 - 戸数172で、弘前の代表的な商家街であった（国誌）。
- 1907年（明治40年） - 交通事情の変化（奥羽本線青森 ～ 弘前間開通）、陸軍第8師団の設置による人口増加、購買力の変化等の影響で、中心商店街的地位を土手町に譲り、次第に衰退。

### 沿 革
- 江戸期 - 弘前城下の一町。
- 明治初年 - 1899年（明治22年） - 弘前を冠称。
- 1899年（明治22年） - 弘前市に所属。

### 地名の由来
- 本鍛冶町の略称から。
- しかし、町奉行の申し立てによると、"本町"ではなく"本通"とする案もあった（国日記）。

## 施設

### 教育
- 弘前大学医学部
- コミュニケーションセンター

### 医療
- 弘前大学医学部附属病院
- 平山歯科
- 一戸歯科医院

### 消防
- 弘前消防署

### 商業
- 明治屋グランドビル
- ニュー明治屋センター
- 北星交通
- エルク弘前
- 東北電力弘前営業所

### 宿泊
- ドーミーイン弘前
- 小堀旅館

### 通信
- NTT東日本弘前支店本町ビル

### 行政
- 弘前税務署

## 小・中学校の学区
市立小・中学校に通う場合、学区は以下の通りとなる。
| 大字 | 番・番地 | 小学校             | 中学校             |
| ---- | -------- | ------------------ | ------------------ |
| 本町 | 全域     | 弘前市立朝陽小学校 | 弘前市立第四中学校 |

## 交通
- 弘南バス
  - 本町、大学病院前（土手町循環100円バス、他）停留所。
  - 本町（弘前駅 - 金属団地・桜ヶ丘線、他）停留所。